# Burkina Institute of Technology
Das Burkina Institute of Technology ist eine private, englischsprachige Universität in Koudougou in Burkina Faso. Die Gründerin und jetzige Präsidentin ist Susanne Pertl.
Als Partner der Universität treten das The Stern Stewart Institute, die Technische Universität München, die Fachhochschule Joanneum, Siemens, Endress+Hauser, Heidelberg Materials, SAP, Deutz AG und Phoenix Contact auf.

## Geschichte
Die Universität wurde 2017 gegründet und hat den Studienbetrieb zum Wintersemester 2018/19 aufgenommen. Zum Wintersemester 2021/22 hatten sich 304 Erstsemesterstudenten eingeschrieben. Im Oktober 2021 wurden die ersten Bachelorabsolventen verabschiedet. 
Das Universitätsgebäude hat der Pritzker-Preisträger Diébédo Francis Kéré entworfen.

## Gliederung
Das Burkina Institute of Technology besteht aus zwei Departments, dem Department of Engineering und dem Department of Science. Das Department of Engineering bietet die sechssemestrigen Bachelorstudiengänge Electrical Engineering und Mechanical Engineering an. Am Department of Science kann Computer Science als Bachelor- und Masterstudium belegt werden. Studienbeginn erfolgt zum Wintersemester. Vorlesung werden sowohl in Präsenz als auch online gehalten. 